# کروزه، ان
کروزه، ان (به فرانسوی: Crozet) یک کمون در فرانسه است که در Canton of Gex واقع شده‌است.

## خصوصیات
کروزه ۲۷٫۴۷ کیلومترمربع مساحت و ۱٬۹۶۴ نفر جمعیت دارد و ۵۴۱ متر بالاتر از سطح دریا واقع شده‌است.